# Belle (pel·lícula de 2013)
Belle és una pel·lícula dramàtica d'època del 2013 dirigida per Amma Asante, escrita per Misan Sagay i produïda per Damian Jones. És protagonitzada per Gugu Mbatha-Raw, Tom Wilkinson, Miranda Richardson, Penelope Wilton, Sam Reid, Matthew Goode, Emily Watson, Sarah Gadon, Tom Felton i James Norton. S'ha doblat i subtitulat al català.
La pel·lícula està inspirada en la pintura de 1779 de Dido Elizabeth Belle al costat de la seva cosina Elizabeth Finch-Hatton a Kenwood House, que va ser encarregada pel seu besoncle, William Murray, primer comte de Mansfield, llavors lord jutge en cap d'Anglaterra. Se sap molt poc sobre la vida de Dido Belle, que va néixer a les Índies Occidentals i era la filla il·legítima multiracial del nebot de Mansfield, John Lindsay. El seu pare la troba vivint en la pobresa i la confia a la cura de Mansfield i la seva dona. La pel·lícula de ficció se centra en la relació de Dido amb un aspirant a advocat; s'estableix en un moment d'importància jurídica, ja que té lloc un cas judicial sobre què es va conèixer com la massacre de Zong, quan els esclaus van ser llançats per la borda des d'un vaixell d'esclaus i el propietari va presentar-ho a la seva companyia d'assegurances com a pèrdues. Lord Mansfield es va pronunciar sobre aquest cas al Tribunal del Banc del Rei d'Anglaterra el 1786, en una decisió que es considera que contribueix a l'abolició de la Llei de comerç d'esclaus de 1807.

## Repartiment

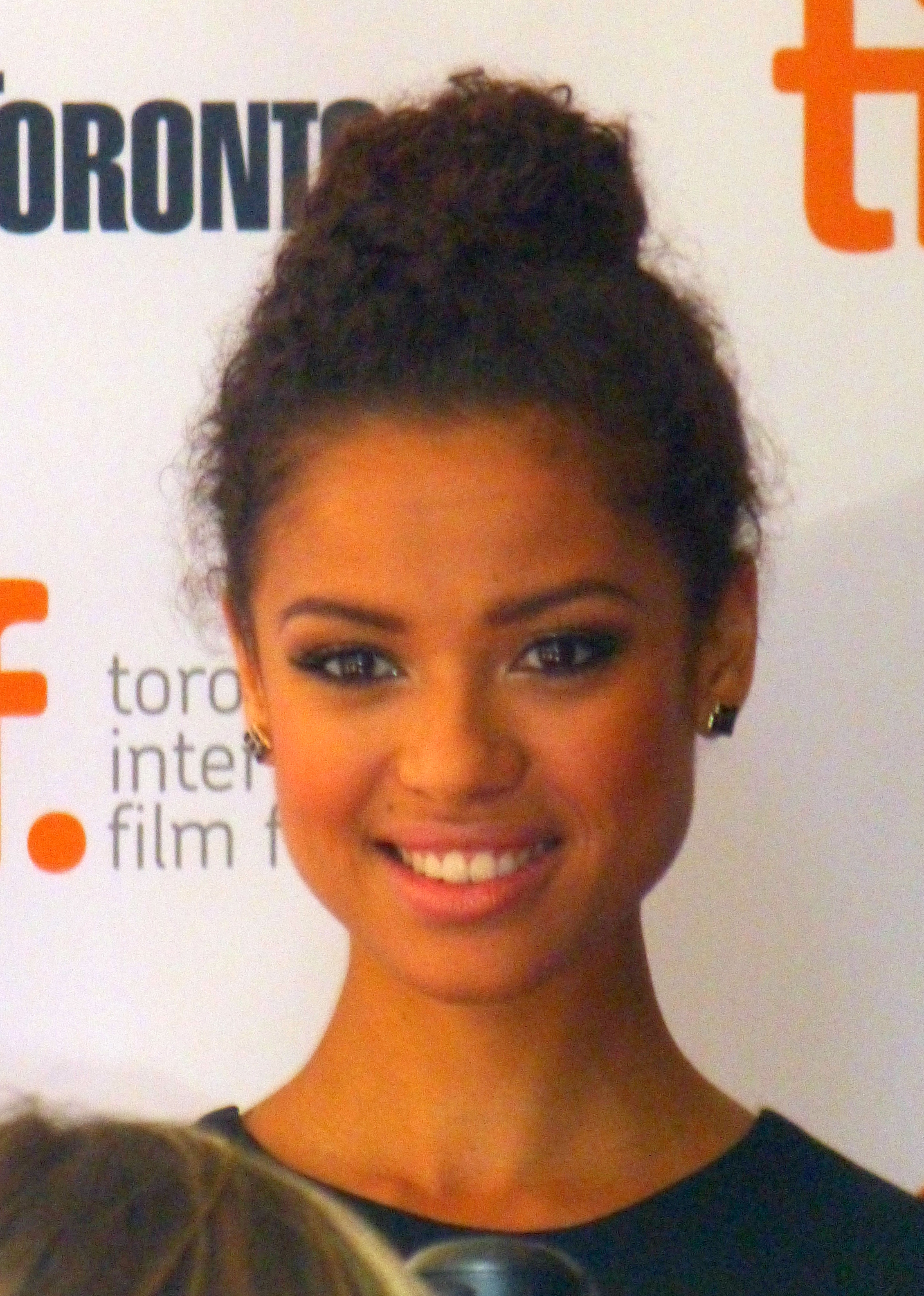
Gugu Mbatha-Raw a l'estrena de la pel·lícula al Festival Internacional de Cinema de Toronto de 2013.

- Gugu Mbatha-Raw com a Dido Elizabeth Belle
- Tom Wilkinson com a William Murray
- Sam Reid com a John Davinier
- Emily Watson com a Elizabeth Murray
- Sarah Gadon com a Lady Elizabeth Murray
- Miranda Richardson com a Lady Ashford
- Penelope Wilton com a Lady Mary Murray
- Tom Felton[5] com a James Ashford
- James Norton com a Oliver Ashford
- Matthew Goode com el capità Sir John Lindsay
- Alex Jennings com a Lord Ashford
- Bethan Mary-James com a Mabel